# Ota Wataru
Wataru Ota (sinh ngày 14 tháng 3 năm 1981) là một cầu thủ bóng đá người Nhật Bản.

## Sự nghiệp câu lạc bộ
Wataru Ota đã từng chơi cho Ventforet Kofu.